# Yanks
Pour plus de détails, voir Fiche technique et Distribution.
Yanks est un film américano-germano-britannique de John Schlesinger, réalisé en 1979.

## Synopsis
En 1943, pendant la Seconde Guerre mondiale, un contingent américain s'installe dans une ville au Pays de Galles, à l'Ouest de l'Angleterre. Deux soldats, Matt (Richard Gere) et Dany (Chick Vennera), sympathisent avec Mollie (Wendy Morgan), une receveuse d'autobus.
Elle leur présente son amie, Jean (Lisa Eichhorn). Un flirt débute entre Mollie et Danny. Jean garde ses distances à l'égard de Matt, elle reste fidèle à son fiancé Ken (Derek Thompson), alors sur le front de Birmanie. D'autres relations se nouent : John (William Devane), capitaine US, se lie à Helen (Vanessa Redgrave), une bourgeoise, mariée comme lui.
Un émouvant choc des cultures en temps de guerre. Américains et Anglais parlent la même langue, mais sont quand même très différents.
Quand vient 1944 et la préparation du débarquement en Normandie, c'est la séparation, sans que personne puisse savoir qui survivra et qui reviendra.

## Fiche technique
- Titre : Yanks
- Réalisation : John Schlesinger
- Scénario : Colin Welland et Walter Bernstein
- Musique : Richard Rodney Bennett
- Photographie : Dick Bush
- Montage : Jim Clark
- Production : Joseph Janni et Lester Persky
- Société de production : CIP Filmproduktion
- Société de distribution : Universal Pictures (États-Unis)
- Pays de production :  Royaume-Uni,  États-Unis et  Allemagne de l'Ouest
- Genre : Drame, romance et guerre
- Durée : 138 minutes
- Dates de sortie : 
  - Royaume-Uni : 2 novembre 1979
  - France : 9 avril 1980
- Affiche : Jouineau Bourduge (France)

## Distribution
- Richard Gere (VF : Pierre Arditi) : Matt
- Lisa Eichhorn (VF : Claude Chantal) : Jean
- Vanessa Redgrave (VF : Martine Sarcey) : Helen
- William Devane (VF : Bernard Tiphaine) : John
- Chick Vennera (VF : Philippe Ogouz) : Danny
- Wendy Morgan (VF : Jeanine Forney) : Mollie
- Rachel Roberts (VF : Annick Alane) : la mère de Jean
- Tony Melody (VF : René Bériard) : le père de Jean
- Derek Thompson (VF : François Leccia) : Ken
- Caroline Blakiston : la partenaire de golf
- Everett Mc Gill (VF: Marc de Georgi) : White G.I. at Dance